# Gavià de Cortés
El gavià de Cortés (Larus livens) és un ocell marí de la família dels làrids (Laridae) que habita les illes del Golf de Califòrnia.